# Psí dečky

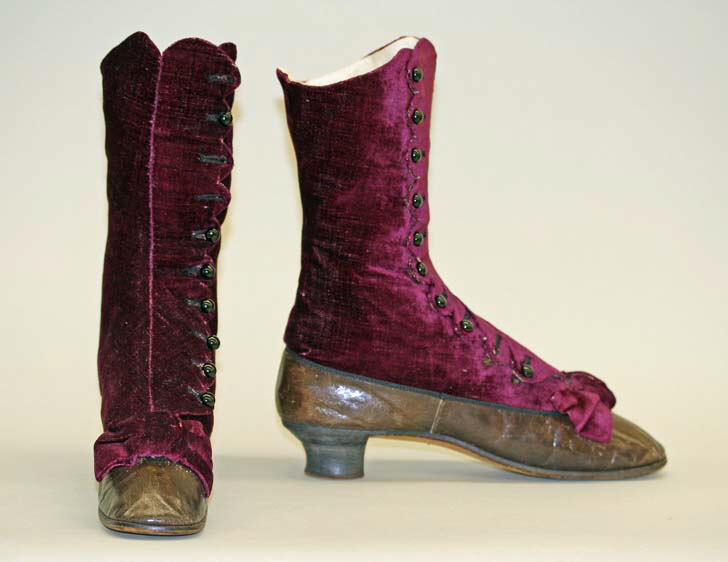
Sametové psí dečky na dámských botách

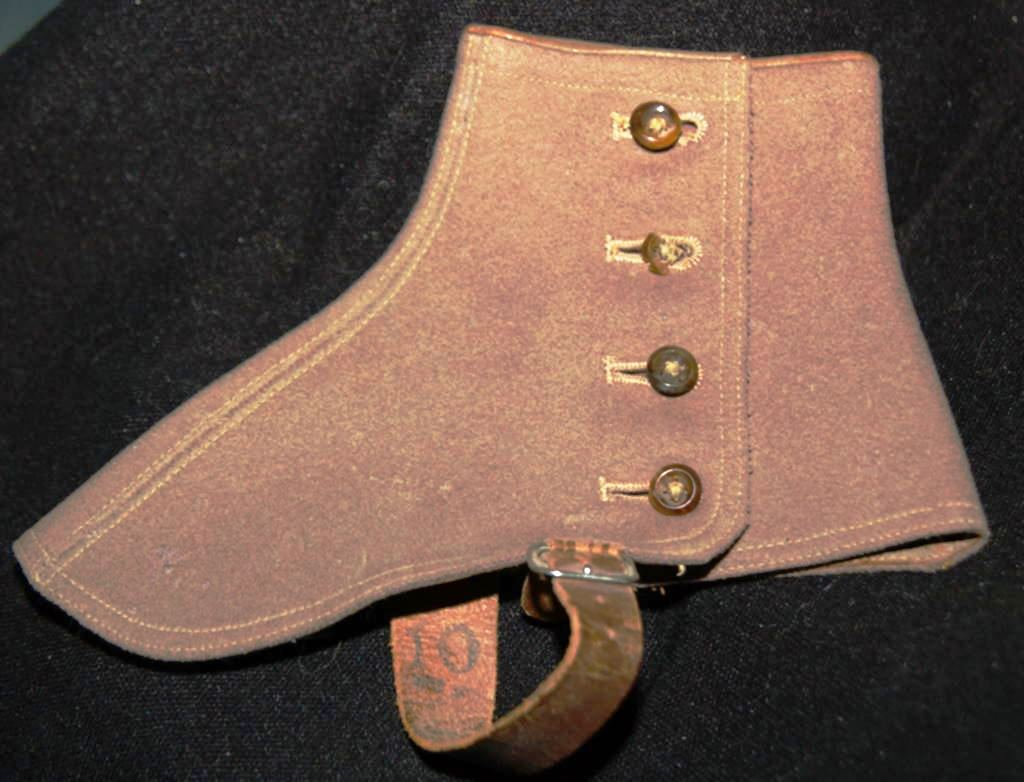
Plstěná psí dečka

Psí dečky je české lidové pojmenování pro zkrácené kamaše neboli spinky, doplněk obuvi, který kryje nárty a kotníky. Psí dečky se nosily  převážně ke konci 19. století a v první polovině 20. století.

## Součást uniforem

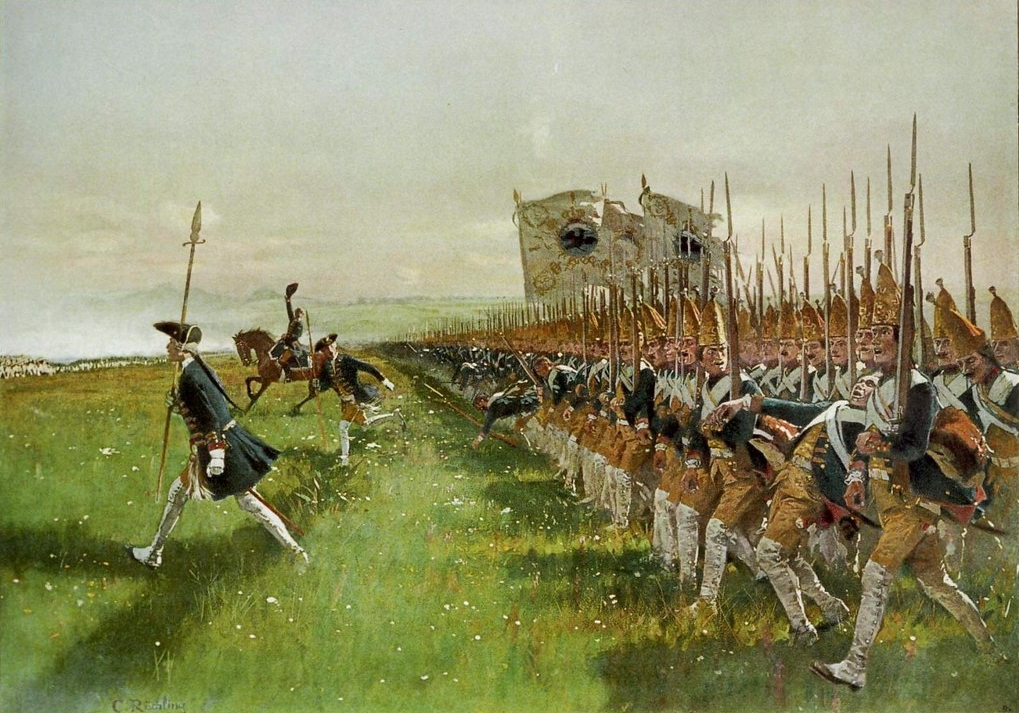
Pruská pěchota v dlouhých kamaších za Druhé slezské války (1745)

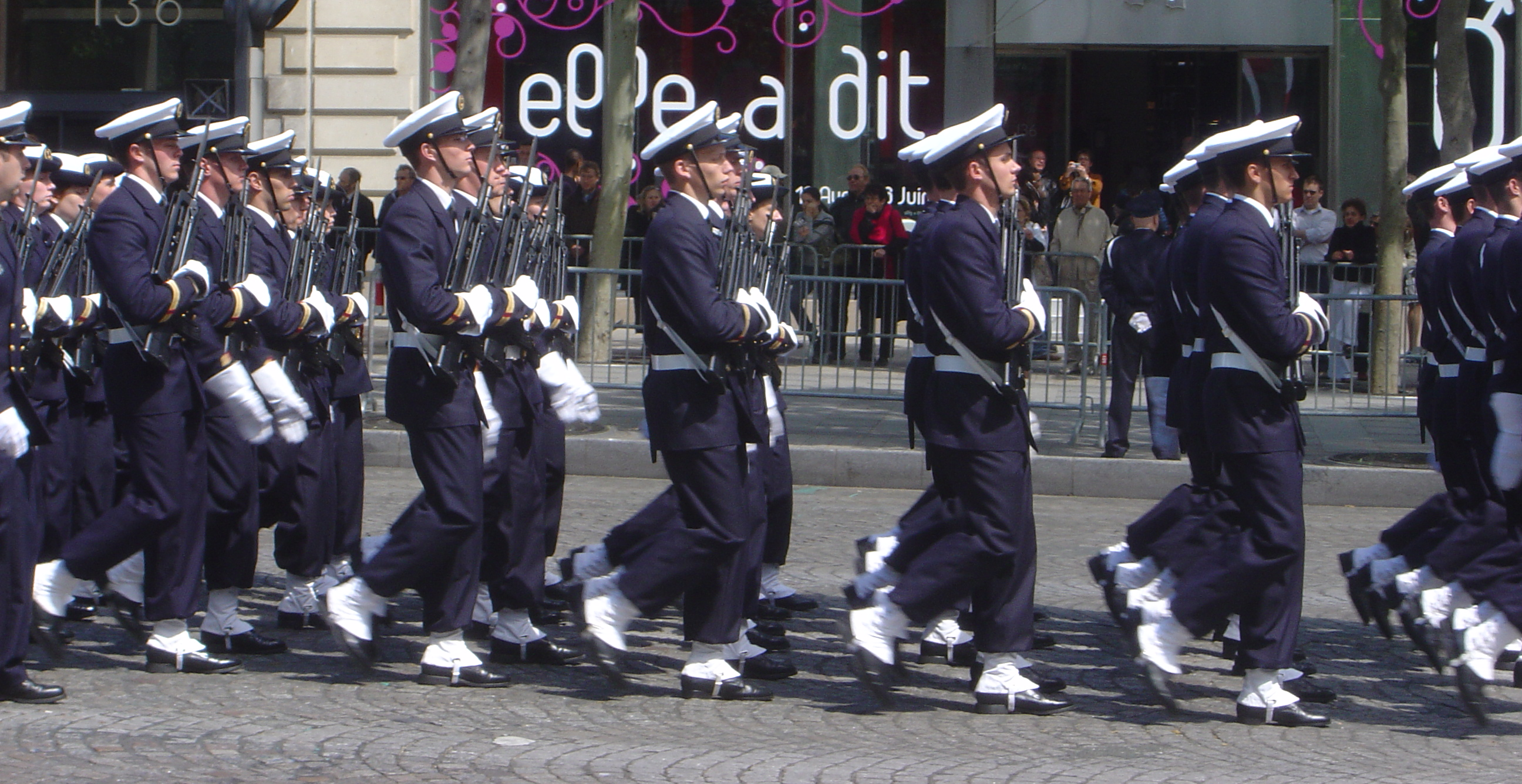
Studenti francouzské námořní akademie (École de maistrance)

Kamaše se staly povinnou součástí vojenské výstroje při zavádění jednotných uniforem v 18. století. Vyráběly se zpravidla z plátna (důstojnické kamaše mohly být z tenké kůže) a byly levnější a pohodlnější obdobou vysokých jezdeckých holínek. Zpevňovaly dolní část nohou, bránily nečistotám vniknout do nízké pochodové obuvi a také chránily spodní část kalhot před zašpiněním a přílišným opotřebením. Zapínaly se řadou knoflíků; pro lepší uchycení k obuvi sloužil řemínek provlečený vykrojením, které v podrážce tvořil podpatek. Armády některých zemí místo kamaší zavedly ke stejnému účelu levnější, avšak na ustrojení časově náročnější ovinovačky.
Na přelomu 19. a 20. století v mnoha armádách došlo ke zkrácení kamaší, takže kryly pouze kotníky a nárty nebo pouze kotníky, a byly spínané knoflíky nebo řemínky (spinky).
Zavedením nadkotníkové bojové obuvi (kanady) ve druhé polovině 20. století kamaše a spinky ztratily svůj smysl a z bojové výstroje vymizely. Nadále se však používají například ve slavnostních uniformách, které si podržely některé historické prvky. Například mnoho regimentů dnešní indické a pákistánské armády nosí dlouhé psí dečky, do kterých jsou zastrčeny kalhoty, jako součást slavnostního úboru. Dečky jsou rovněž součástí uniforem finské armády, portugalské národní gardy či monackých karabiniérů. U finského námořnictva jsou dečky součástí zimní uniformy. Také námořnictvo USA a vojenské kapely je stále nosí při ceremoniích.

## Ochrana
I dnes jsou dečky užívány v některých oborech z bezpečnostních důvodů:
- Ve slévárnách se používají jako ochrana před prskající roztavenou struskou, která může potřísnit boty nebo se bez deček do nich i dostat. I malá kapička, jež se dostane do boty nebo mezi botu a kotník může způsobit vážné popáleniny. (Žhavé kapky samotného kovu ale nezastaví: Projdou skrz celé tělo způsobujíce smrtelné úrazy.)[zdroj⁠?!]
- Mnoho svářečů také nosí kožené dečky na ochranu před jiskrami.
- Někteří dřevorubci si nasazují kožené dečky kvůli prevenci případného kontaktu motorové pily s nártem či kotníkem.

## Pop-kultura

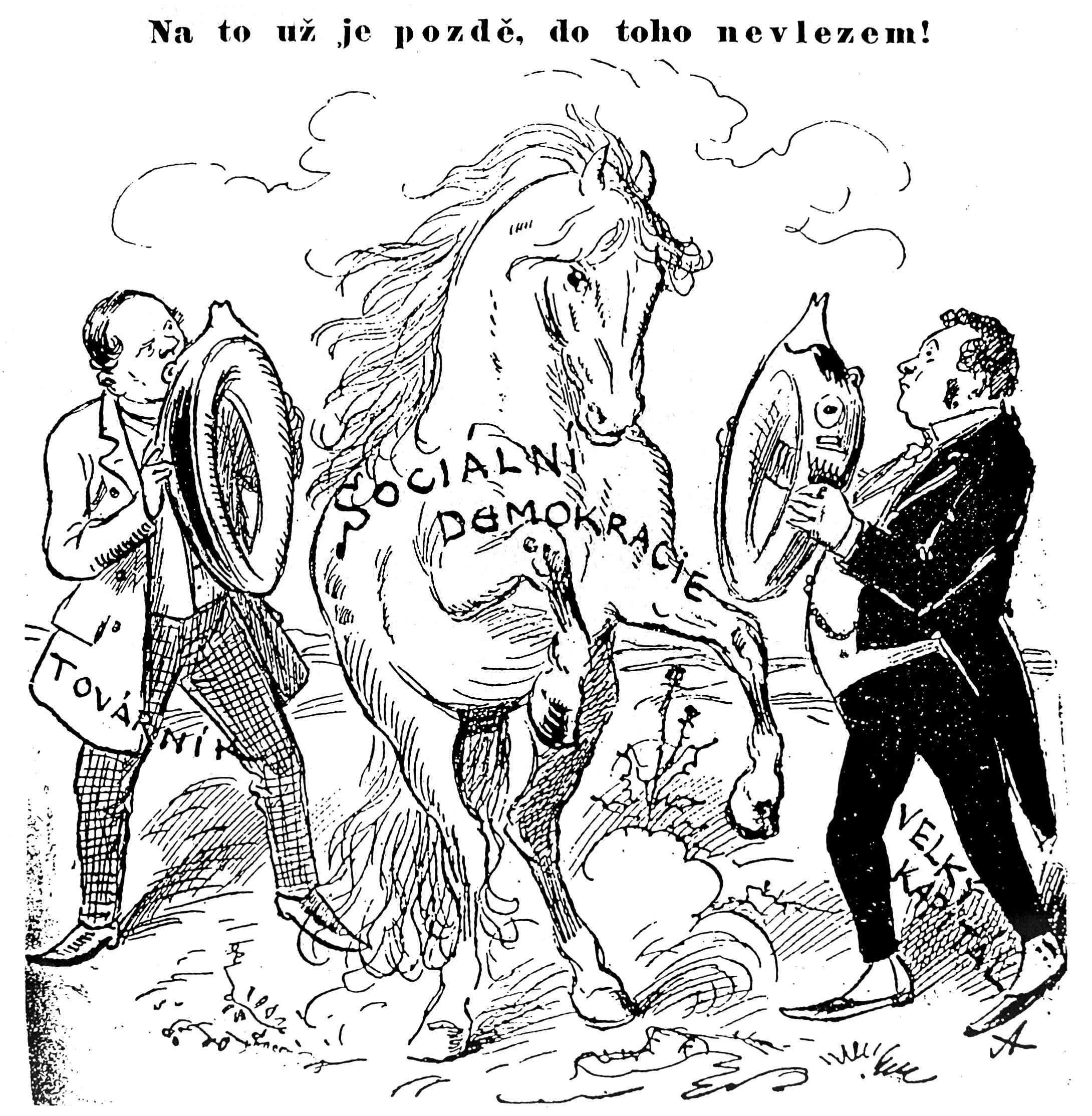
Odečkovaný představitel velkokapitálu na karikatuře od Mikoláše Alše

- Skrblík McKvák, stereotypní kapitalistický kačer z animovaného seriálu, nosí psí dečky – ale žádné boty.
- Boháči v seriálu Flintstoneovi také nosí psí dečky, avšak žádné boty.
- Psí dečka Colombo, boss z filmu Někdo to rád horké nosí bílé psí dečky.
- Michael Jackson nosil dečky kvůli zvýraznění tanečních pohybů, např. v klipu Smooth Criminal.
- Babar, známý pohádkový slon, nosí bílé dečky.
- Hercule Poirot spisovatelky Agathy Christie obvykle nosí pár deček, jako tomu bylo v té době zvykem.
- Ke kostýmu komika Jaroslava Válka, tzv. Smutného muže, patřily i boty s psími dečkami.